# شهرستان پلیس
شهرستان پلیس (به لهستانی: Powiat Police) یک شهرستان در لهستان است که در استان پومرانی غربی واقع شده‌است. شهرستان پلیس ۶۶۴٫۱۶ کیلومتر مربع مساحت و ۶۴٬۱۴۷ نفر جمعیت دارد.